# Concórdia AC
Der Concórdia Atlético Clube, in der Regel nur kurz Concórdia AC genannt, ist ein Fußballverein aus  Concórdia im brasilianischen Bundesstaat Santa Catarina.
Aktuell spielt der Verein in der vierten brasilianischen Liga, der Série D.
2025 konnte der Klub sich in der ersten Runde des Copa do Brasil 2025 gegen den AA Ponte Preta durchsetzen, welche im Ranking des CBF besser platziert war, Platz 125 versus 33. Das Team aus gewann ein Preisgeld von 1,83 Millionen Real. Die Priorität für den Klub war es, den Betrag in die Begleichung von Schulden, in die Verbesserung der Infrastruktur und die Professionalisierung verschiedener Bereiche Concórdias zu investieren. Es wollte einen Teil des Betrags für die Modernisierung der Ausrüstung und für die Stärkung der Basiskategorien verwenden. Der Fokus lag darauf, die Bedingungen für die Entwicklung junger Sportler zu verbessern.

## Erfolge
- Staatsmeisterschaft von Santa Catarina – Série B: 2007
- Staatspokal von Santa Catarina: 2024

## Stadion
Der Verein trägt seine Heimspiele im Estádio Domingos Machado de Lima in Concórdia aus. Das Stadion hat ein Fassungsvermögen von 5000 Personen.

## Trainer
Stand: Oktober 2024
| Trainer             | Nation    | von             | bis             |
| ------------------- | --------- | --------------- | --------------- |
| Celso Rodrigues     | Brasilien | 17. Juni 2016   | 3. Februar 2020 |
| Mauro Ovelha        | Brasilien | 15. Januar 2018 | 12. März 2018   |
| Raul Cabral         | Brasilien | 18. März 2018   | 1. Juni 2018    |
| Emerson Cris        | Brasilien | 4. Februar 2020 | 23. April 2021  |
| Itamar Schulle      | Brasilien | 20. Januar 2022 | 21. Juni 2022   |
| Itamar Schulle      | Brasilien | 1. Januar 2023  | 10. August 2023 |
| Lucas Adami Isotton | Brasilien | 1. Januar 2024  | 27. März 2024   |
| Emerson Cris        | Brasilien | 22. April 2024  | ?               |
| César Romero        | Brasilien | 7. Juni 2024    | 10. Juni 2024   |
| Alessandro Telles   | Brasilien | 9. Juli 2024    |                 |